# Heterusia rubrimarmorata
Heterusia rubrimarmorata är en fjärilsart som beskrevs av Paul Dognin 1902. Heterusia rubrimarmorata ingår i släktet Heterusia och familjen mätare. Inga underarter finns listade i Catalogue of Life.